# Peter Hirt
Peter Hirt, švicarski dirkač Formule 1, * 30. marec 1910, Kusnacht, Zürich, Švica, † 28. junij 1992, Zürich.
Debitiral je v sezoni 1951, ko je nastopil le na domači in prvi dirki sezone za Veliko nagrado Švice, kjer je z dirkalnikom Veritas odstopil v prvem krogu. V naslednji sezoni 1952 je z dirkalnikom Ferrari nastopil na treh dirkah, Veliki nagradi Švice, kjer je s sedmim mestom dosegel svoj najboljši rezultat v karieri, Veliki nagradi Francije, kjer je skupaj z rojakom Rudijem Fischerjem dosegel enajsto mesto, in Veliki nagradi Velike Britanije, kjer je odstopil v tretjem krogu zaradi okvare zavornega sistema. Zadnjič je v Formuli 1 nastopil na domači in predzadnji dirki sezone 1953 za Veliko nagrado Švice, kjer je odstopil v sedemnajstem krogu zaradi okvare motorja, za tem pa ni več dirkal v Formuli 1.

## Popolni rezultati Formule 1
(legenda) (odebeljene dirke pomenijo najboljši štartni položaj, poševne pa najhitrejši krog, †-uvrščen kljub odstopu)
| Leto | Moštvo         | Šasija         | Motor      | 1       | 2   | 3   | 4      | 5      | 6   | 7   | 8       | 9   | Prv | Toč |
| ---- | -------------- | -------------- | ---------- | ------- | --- | --- | ------ | ------ | --- | --- | ------- | --- | --- | --- |
| 1951 | Ecurie Espadon | Veritas Meteor | Veritas S6 | ŠVI Ret | 500 | BEL | FRA    | VB     | NEM | ITA | ŠPA     |     | -   | 0   |
| 1952 | Ecurie Espadon | Ferrari 212    | Ferrari    | ŠVI 7   | 500 | BEL | FRA 11 | VB Ret | NEM | NIZ | ITA     |     | 28. | 0   |
| 1953 | Ecurie Espadon | Ferrari 500    | Ferrari S4 | ARG     | 500 | NIZ | BEL    | FRA    | VB  | NEM | ŠVI Ret | ITA | -   | 0   |